# Aimé Girard
Pour les articles homonymes, voir Girard.

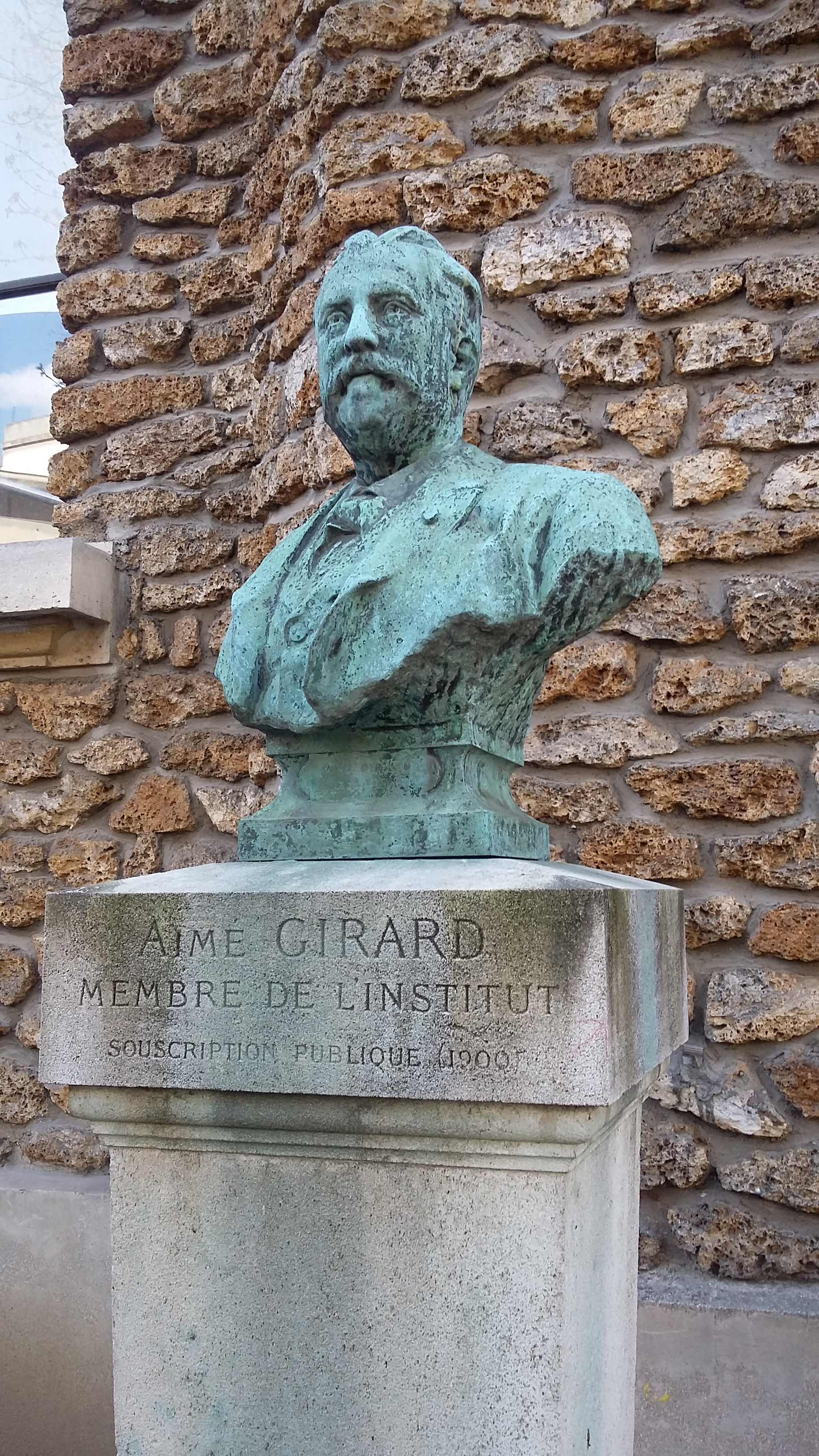
Buste d'Aimé Girard, AgroParisTech, Paris, France

Alfred Claude Aimé Girard (22 décembre 1830 - 12 avril 1898) est un chimiste et agronome français, professeur au Conservatoire national des arts et métiers.

## Biographie
Il est présenté plusieurs fois pour l’élection à un fauteuil de la section d'économie rurale de l'Académie des sciences : une première fois à la mort de Paul Thénard ; une deuxième fois à la mort de Jean-Baptiste Boussingault ; une troisième fois à la mort de Eugène-Melchior Péligot ; Il est enfin élu lorsqu'il se présente une quatrième fois en 1894, à la suite de la mort de Jules Chambrelent
Il était membre de l'Académie d'agriculture, l'Académie des sciences (1894-1898) et membre résident du comité des travaux historiques et scientifiques (1897-1898).
Il est enterré au cimetière du Père Lachaise. Aimé Girard est l'oncle du chimiste Léon Lindet.

## Publications
Sur la vigne
- [Girard & Lindet 1895] Aimé Girard et Léon Lindet, Recherches sur la composition des raisins des principaux cépages de France (extrait du Bulletin du Ministère de l'agriculture), Paris, Imprimerie nationale, 1895, 90 p. (lire en ligne [sur babordnum.fr]).
- [Girard & Lindet 1898] Aimé Girard et Léon Lindet, Recherches sur le développement progressif de la grappe de raisin, Paris, Imprimerie nationale, 1898, 90 p..

Sur la pomme de terre
- [1889] Recherches sur la culture de la pomme de terre industrielle et fourragère, Paris, impr.-libr. Gauthier-Villars, 1889 (réimpr. 1890 (mis à jour)), 267 p. (lire en ligne [sur gallica]).
- [1895] « Application de la pomme de terre à l'alimentation du bétail. Production de la viande », Bulletin du ministère de l'Agriculture, t. 1,‎ 1895, p. 1-97 (lire en ligne [sur gallica]).

Sur les blés et froments
- [Girard & Fleurent 1895] Aimé Girard et Émile Fleurent, Recherches sur la composition chimique et valeur alimentaire des diverses parties du grain de froment (extrait des Annales de chimie et de physique, 6e série, t. 3, 1884), 1895, 67 p. (résumé, présentation en ligne).
- [Girard & Fleurent 1900] Aimé Girard et Émile Fleurent, Recherches sur la composition des blés tendres français et étrangers (extrait du Bulletin du ministère de l'Agriculture, 1899, no 6), Paris, Imprimerie nationale, 1900, 123 p. (lire en ligne [sur gallica]).
- [Girard & Fleurent 1903] Aimé Girard (posth.) et Émile Fleurent, Le froment et sa mouture. Traité de meunerie, Paris, impr.-libr. Gauthier-Villars, 1903, VII-355 p. (lire en ligne [sur cnum.cnam.fr]).

Sur la saccharose
- [1884] « Chimie agricole. Recherches sur la saccharogénie dans la betterave », C.R. Hebd. Séances Acad. Sci., t. 99,‎ juillet-décembre 1884, p. 808-811 (lire en ligne [sur gallica]).

Sur le papier
- 1873. Papier et papeterie.
- [1874] « Entretien sur la fabrication moderne du papier », Chronique du Journal général de l'imprimerie et de la papeterie,‎ 21 mars 1874, p. 1-10 (lire en ligne [sur cnum.cnam.fr]).

Sur la photographie
- [1884] « Sur le développement, en France, des Nématodes de la betterave pendant la campagne de 1884 », C.R. Hebd. Séances Acad. Sci., t. 99,‎ juillet-décembre 1884, p. 922-925 (lire en ligne [sur gallica]).
- [Davanne & Girard 1864] Louis Alphonse Davanne et Aimé Girard, Recherches théoriques et pratiques sur la formation des épreuves photographiques positives (mémoire présenté à l'Académie des sciences et à la Société française de photographie), Paris, Gauthier-Villars, 1864, 149 p., sur gallica (lire en ligne).
- 1881. Mémoire sur l'hydro-cellulose et ses dérivés.

Sur la chimie
- Introduction au Dictionnaire de chimie industrielle, 1861.
- 1861-1864. Charles-Louis Barreswil (en), Aimé Girard et al., Dictionnaire de chimie industrielle, Paris
  - [1861] Dictionnaire de chimie industrielle, t. 1, libr.-éd. Dezobry, E. Magdeleine et Cie, 1861, 468 p., sur gallica (lire en ligne).
  - [1862] Dictionnaire de chimie industrielle, t. 2, libr.-éd. Dezobry, Fd Tandou et Cie, 1862, 508 p., sur gallica (lire en ligne).
  - [1863] Dictionnaire de chimie industrielle, t. 3, libr.-éd. Dezobry, Fd Tandou et Cie, 1863, 663 p., sur books.google.fr (lire en ligne).
  - [1864] Dictionnaire de chimie industrielle, t. 4, libr.-éd. Fd Tandou et Cie, 1864, 663 p., sur books.google.fr (lire en ligne).

Autres
- [1884] « Sur le développement, en France, des Nématodes de la betterave pendant la campagne de 1884 », C.R. Hebd. Séances Acad. Sci., t. 99,‎ juillet-décembre 1884, p. 922-925 (lire en ligne [sur gallica]).

Traduction
- [Russell 1862] Champion Edward Branfill Russell (trad. Aimé Girard), Le Procédé au tannin, Paris, impr.-libr. Mallet-Bachelier, 1862, 89 p., sur gallica (lire en ligne).

## Hommages
- Officier de la légion d'honneur le 14 janvier 1879, après avoir été chevalier en 1866[4].